# Palazzo dell'Ente siciliano di elettricità
Il palazzo dell'Ente siciliano di elettricità è uno storico edificio di Catania, situato in via Beato Bernardo Scammacca.

## Storia
Fu costruito nel 1960 su progetto degli architetti Massimo Battaglini, Franco Tenca e Sante de Sanctis di Roma, e dall'ingegner Giuseppe Spampinato di Catania.